# Molla
Molla är kyrkbyn i Molla socken i Herrljunga kommun i Västergötland. Byn är belägen norr om Mollasjön, öster om länsväg 183 och söder om Annelund.
I byn ligger Molla kyrka samt ett vattenfall vid namn Fluxfallet. Där finns också en sjö, Mollasjön.